# Самбал (соус)
Самбал (індонез. sambal) — індонезійський соус або паста, яка зазвичай виготовляється із суміші різних перців чилі з вторинними інгредієнтами, такими як цибуля шалот, креветкова паста, часник, імбир, тростинний або пальмовий цукор, лимон, лайм та ін. Назва соусу, sambal, є індонезійським запозиченням з яванської мови (sambel). Соус також популярний в Малайзії, Шрі-Ланці, Брунеї та Сінгапурі. Разом з індонезійцями він також поширився в Нідерландах та Суринамі.
Різні варіації самбала зазвичай подаються як гарячі й пряні приправи для страв із сирих овочів (lalab), до риби на грилі (ikan bakar), смаженої риби (ikan goreng), смаженої курки (ayam goreng) і курчати (ayam penyet), смаженим яловичим реберцям (iga penyet) та індонезійським супам сото. В Індонезії налічується 212 варіантів самбала, більшість з яких походять з Яви.

## Історія

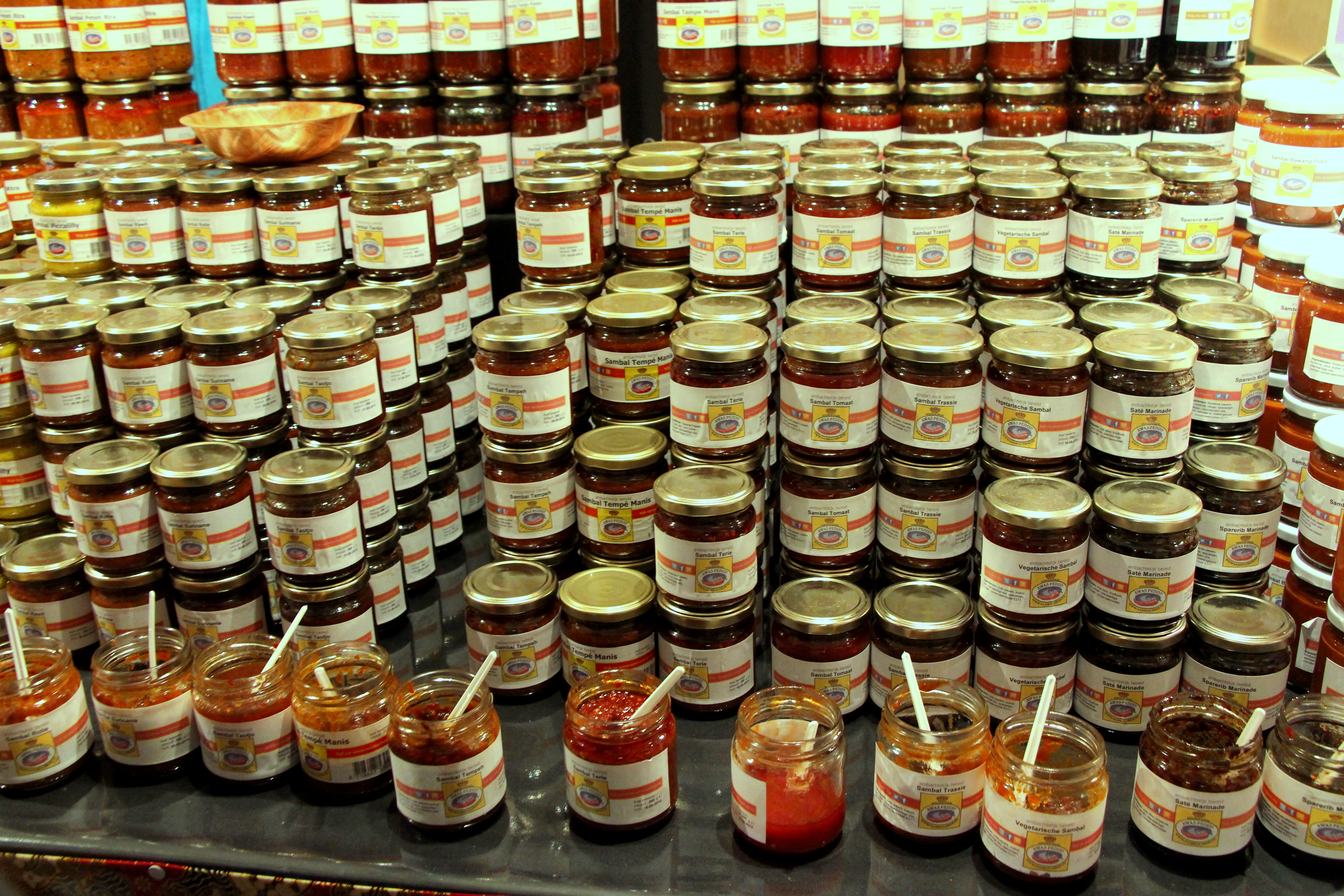
Банки з самбалом на ярмарку Тонг Тонг у Гаазі, Нідерланди

Основний інгредієнт соусу, перець чилі роду Capsicum, не є рідним для Південно-Східної Азії. Традиційні види, які використовуються в рецептах самбала, це каєнський перець (Capsicum frutescens) і зелений перець чилі (Capsicum annuum). Ці види родом із Західної півкулі і з'явилися на індонезійському архіпелазі в XVI столітті завдяки португальським та іспанським моряками під час Колумбового обміну.
Але населення індонезійського архіпелагу вже було знайоме з аналогічним типом гострого смаку до 16-го століття. Гаряча пряність під назвою «кабіа» (cabya) стала цінним товаром на яванському ринку ще в епоху стародавнього царства Матарам приблизно в X столітті. Історики припускають, що до появи стручкового перцю з Північної та Південної Америки в 16-м столітті саме кабіа широко використовувалася і вирощувалася в якості «гарячої» спеції на Яві. Кабіа досі використовується на Яві, але величезна популярність чилі в кінцевому підсумку витіснила споживання кабіа, сьогодні вона використовується тільки в традиційних лікарських травах і у виробництві джаму - традиційного яванського трав'яного напою. Наразі рослина вважається рідкісною. Інші історики припускають, що саме імбир використовувався в якості основної пекучої приправи в складі стародавнього рецепта самбала. Імбир, а також місцеві спеції cabya і andaliman є одними з найраніших «пекучих» інгредієнтів в стародавнього самбалу, з подальшим ввезенням чорного перцю з Індії приблизно в XII столітті, і, нарешті, перцю чилі з Північної і Південної Америки в XVI столітті.
У яванському рукописі Серато Чентіні (1819-1912) записано 16 варіантів самбала на Яві. Книга рецептів Mustika Rasa (1967), написана і складена Hartini Sukarno, містить 63 рецепта самбала. У 2017 році Мурдіяті Гарджито (Murdijati Gardjito), дослідник продуктів харчування з Університету Гаджі Мада, виявив сотні варіантів самбала в Індонезії. 212 з них мають чітке походження, в той час як 43 мають неясне походження. Більшість варіантів самбала (43%) знайдено на Яві, 20% на Суматрі, Балі та Західній Нуса-Тенгарі мають 8%, а решта розподілені між Малуку, Калімантаном та Сулавесі.

## Приготування

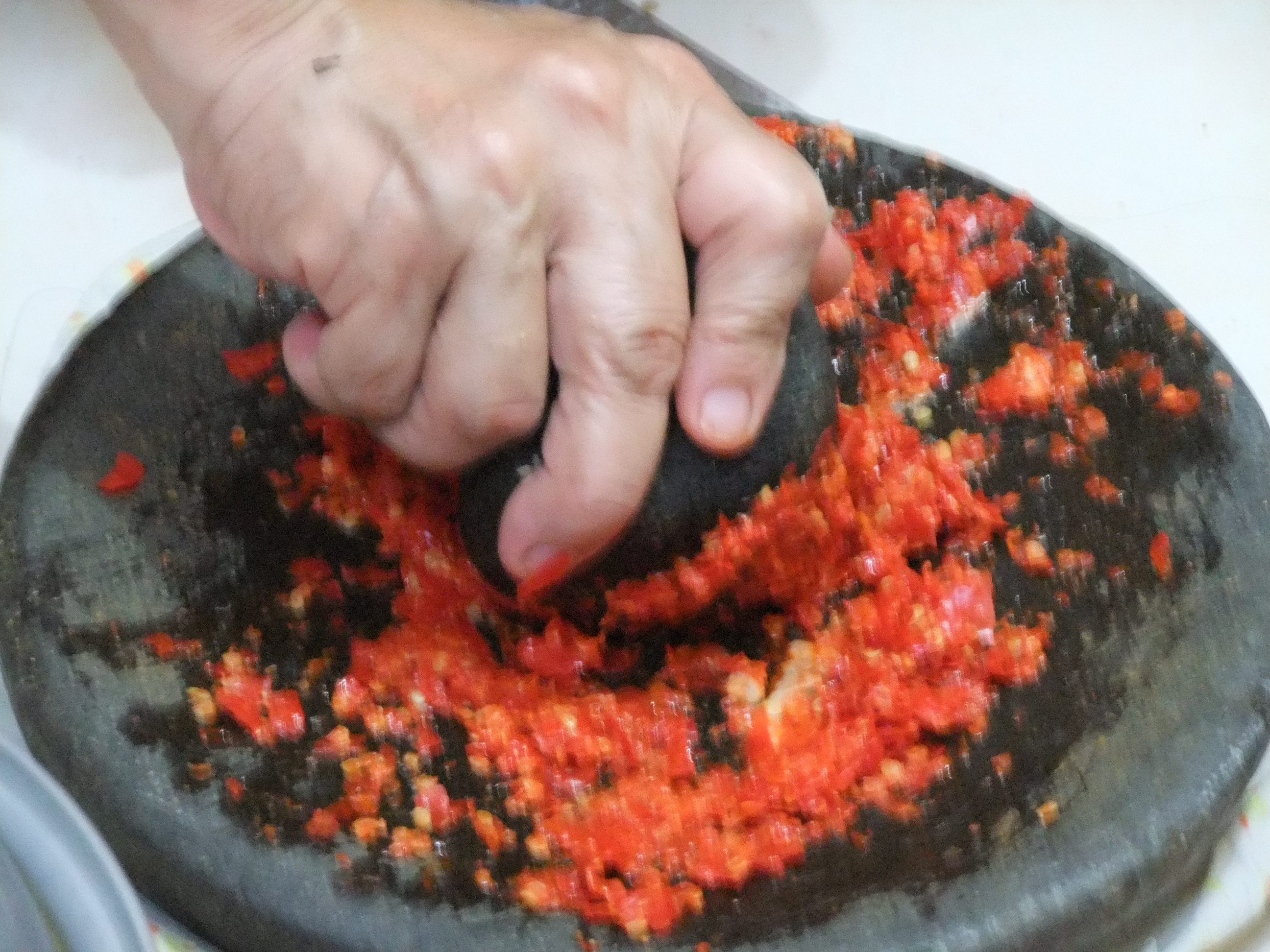
Традиційний спосіб виготовлення самбалу з використанням кобека, кам’яної товкачки.

Традиційно свіжий самбал виготовляють вручну в кам'яній ступці з товкачкою.
Самбал можна подавати в сирому або приготованому вигляді. В Індонезії є дві основні категорії самбала: sambal masak (приготовлений) і sambal mentah (сирий). Приготований самбал вариться, що призводить до виразно смаку й аромату, в той час як сирий самбал змішується з додатковими інгредієнтами і зазвичай вживається негайно. Самбал-масак або приготовані самбали більш поширені в західній Індонезії, в той час як самбал-ментах або сирі самбали більш поширені в східній Індонезії.
Перець чилі, часник, цибуля-шалот ив помідори часто перетираються за допомогою ступки, в той час як креветкова паста (terasi або belacan) спочатку обсмажується, щоб вбити їдкий запах, а також випустити аромат. Самбал може бути приготований із запасом, так як його можна легко зберігати в добре закритій скляній банці в холодильнику протягом тижня, щоб подавати з їжею в якості приправи. Однак, деякі домашні кулінари й ресторани готують свіжоприготований самбал всього за кілька хвилин до вживання, щоб забезпечити його свіжість та смак; це відомо як sambal dadak (букв. «імпровізований sambal» або «нещодавно зроблений sambal»). Проте, в більшості вуличних фаст-фудів (warung) і ресторанів, самбал часто готується щодня у великій кількості і пропонується як гаряча і пряна приправа.
Сьогодні деякі бренди готового, розфасованого, швидкорозчинного або готового до вживання самбала доступні у вуличних наметах з їжею, на традиційних ринках, в супермаркетах і магазинах товарів повсякденного попиту. У порівнянні з традиційними самбалами, бутильовані самбали часто мають більш рідку текстуру, більш однорідний вміст як томатний кетчуп, завдяки виробничому процесу, керованому машиною. Традиційно зроблені самбали, розмелені в ступці, зазвичай мають грубу текстуру й консистенцію.
Кілька брендів виробляють самбал в пляшках, наприклад: Huy Fong Foods' sambal oelek, Heinz ABC Sambal terasi и Sambal Indofood.